# Kim Dong-chan
Đây là một tên người Triều Tiên, họ là Kim.
Kim Dong-chan (tiếng Hàn: 김동찬; 19 tháng 4 năm 1986) là một cầu thủ bóng đá Hàn Quốc ở vị trí Tiền vệ tấn công và Tiền đạo. 
Ngày 3 tháng 1 năm 2011, Kim ký hợp đồng với Jeonbuk Hyundai Motors với hợp đồng thời hạn 3 năm.

## Thống kê sự nghiệp câu lạc bộ
Tính đến 29 tháng 10 năm 2011
| Thành tích câu lạc bộ | Thành tích câu lạc bộ  | Thành tích câu lạc bộ | Giải vô địch | Giải vô địch | Cúp     | Cúp       | Cúp Liên đoàn | Cúp Liên đoàn | Tổng cộng | Tổng cộng |
| Mùa giải              | Câu lạc bộ             | Giải vô địch          | Số trận      | Bàn thắng    | Số trận | Bàn thắng | Số trận       | Bàn thắng     | Số trận   | Bàn thắng |
| Hàn Quốc              | Hàn Quốc               | Hàn Quốc              | Giải vô địch | Giải vô địch | Cúp KFA | Cúp KFA   | Cúp Liên đoàn | Cúp Liên đoàn | Tổng cộng | Tổng cộng |
| --------------------- | ---------------------- | --------------------- | ------------ | ------------ | ------- | --------- | ------------- | ------------- | --------- | --------- |
| 2006                  | Gyeongnam FC           | K League 1            | 3            | 0            | 1       | 1         | 0             | 0             | 4         | 1         |
| 2007                  | Gyeongnam FC           | K League 1            | 4            | 0            | 0       | 0         | 6             | 1             | 10        | 1         |
| 2008                  | Gyeongnam FC           | K League 1            | 18           | 5            | 5       | 6         | 7             | 2             | 30        | 13        |
| 2009                  | Gyeongnam FC           | K League 1            | 27           | 12           | 2       | 0         | 3             | 0             | 32        | 12        |
| 2010                  | Gyeongnam FC           | K League 1            | 17           | 2            | 2       | 1         | 4             | 0             | 23        | 3         |
| 2011                  | Jeonbuk Hyundai Motors | K League 1            | 22           | 10           | 1       | 0         | 2             | 0             | 25        | 10        |
| Tổng cộng sự nghiệp   | Tổng cộng sự nghiệp    | Tổng cộng sự nghiệp   | 91           | 29           | 11      | 8         | 22            | 3             | 124       | 40        |

## Danh hiệu

### Cá nhân
- Cúp Quốc gia Hàn Quốc Top Scorer: 2008
- K League 2 Top Scorer: 2016

### Câu lạc bộ
Gyeongnam FC
- Cúp Quốc gia Hàn Quốc Á quân: 2008